# Bela Lugosi

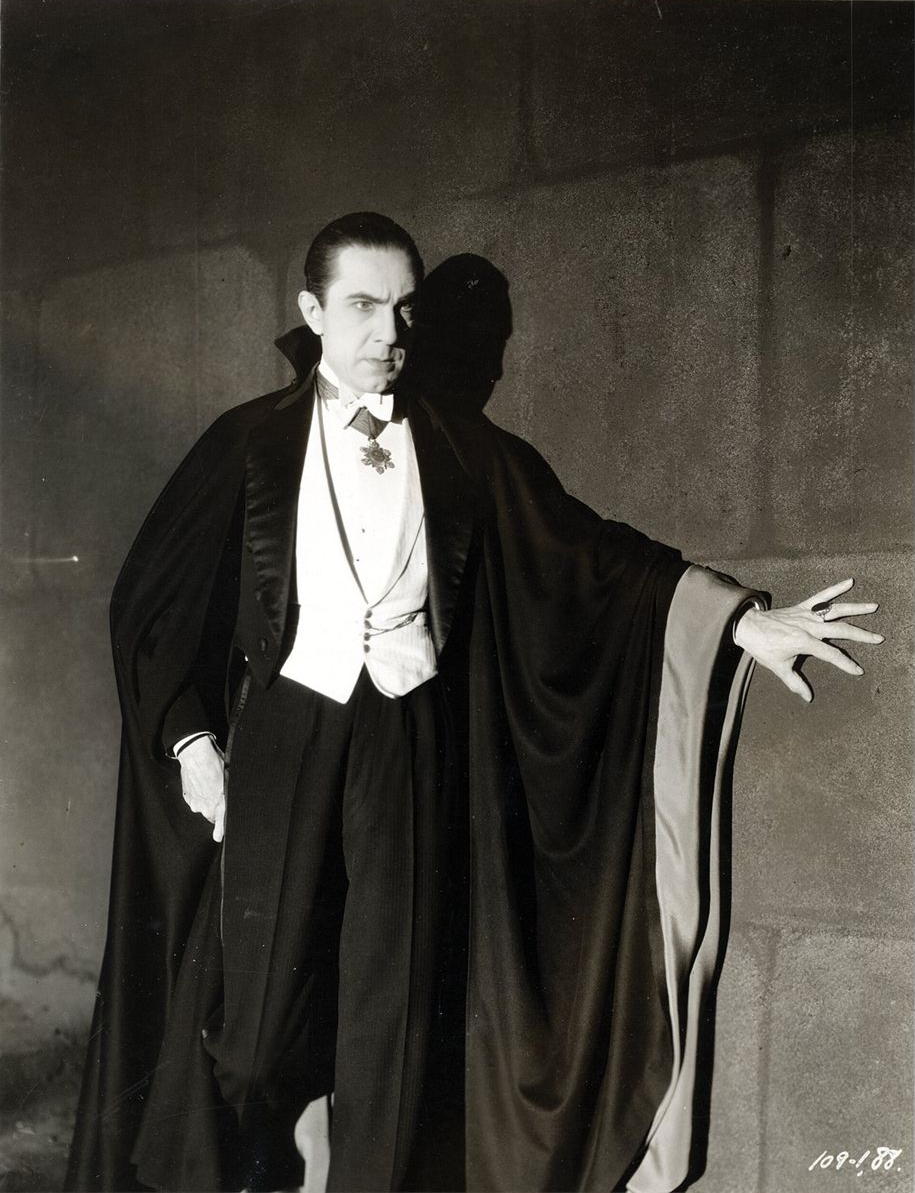
Bela Lugosi som Dracula.

Bela Lugosi (egentligen Béla Ferenc Dezső Blaskó), född 20 oktober 1882 i Lugos i kungariket Ungern (nuvarande Lugoj i Rumänien), död 16 augusti 1956 i Los Angeles i Kalifornien, var en ungersk-amerikansk skådespelare. Bland de mest kända av hans filmer märks Mysteriet Dracula (1931), Frankensteins son (1939), Ninotchka (1939), Paris mysterier (1932), Den svarta katten (1934) och The Raven (1935), samt Plan 9 from Outer Space (1959), som färdigställdes efter hans död.

## Biografi

### Uppväxt och tidig karriär
Bela Lugosi föddes Béla Ferenc Dezső 1882 i Lugos som det fjärde och yngsta barnet till Istvan och Paula Blaskó. Han kom från en bondesläkt, men hans far hade brutit med familjetraditionen och blivit chef för stadens enda bank. Den unge Bela var inte särskilt intresserad av skolan utan ville bli skådespelare. Han slutade skolan vid elva års ålder och arbetade i gruva och som maskinist på fabrik. 1898, efter faderns död, flyttade han in hos sin syster Vilma och hennes man och gjorde ett sista försök att fullfölja sin utbildning. Vid den tiden fick han sin första teatererfarenhet i svågerns teatergrupp. Lugosi beskriver hur han under den tiden kände sig dum och okunnig, vilket fick honom att läsa så mycket han kunde för att kunna prata med vilken universitetsprofessor som helst.
Hans första dokumenterade roll är från 1902 då han spelade greve Konigsegg i Ocskay Brigaderos. Vid denna tid experimenterade han med olika artistnamn och bestämde sig till slut för Bela Lugosi.  Efter militärtjänstgöring under första världskriget, under vilken han skadades tre gånger, gjorde han filmdebut 1917. Han medverkade under 1910-talet i tre filmer av Mihály Kertész (senare känd som Michael Curtiz), medan de båda fortfarande bodde i Ungern. 
1918 kollapsade monarkin Österrike-Ungern och i mars 1919 upprättades den socialistiska Ungerska rådsrepubliken. Lugosi började då engagera sig politiskt och startade en fackförening för skådespelare. Rådsrepubliken slogs ned i augusti 1919 och Lugosi flydde då till Wien, sedan till Tyskland där han medverkade i ett antal filmer (bland annat "Dr. Jekyll och Mr. Hyde" – Der Januskopf (1920), regisserad av F.W. Murnau), innan han emigrerade till USA 1921.

### Karriär i USA

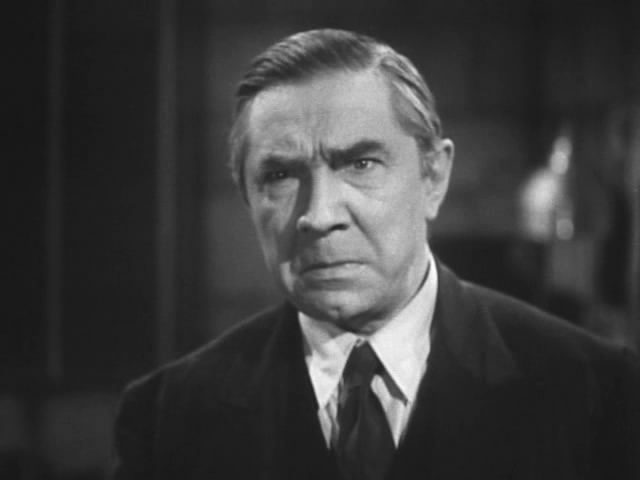
Bela Lugosi i Hämndens vingar (1940).

I USA fortsatte han sin skådespelarkarriär och medverkade bland annat i ett antal stumfilmer. 1927 fick han stor framgång i scenuppsättningen av Dracula, som han spelade på Broadway under ett års tid. Han upprepade denna succé i filmversionen 1931. Efter det påbörjade han arbetet med rollen som monstret i filmen Frankenstein, men hoppade sedan av filmen. Senare sa han att det var för att rollen inte hade någon dialog. Enligt andra källor fick han inte rollen för att producenten Carl Laemmle Jr inte gillade hans provfilmning (rollen gick till Boris Karloff).
Lugosi spelade in mer än 100 filmer under sin karriär, de flesta i skräckgenren. Under 1930-talet medverkade han i en rad filmer med Boris Karloff. Hans karriär kom att drabbas av typecasting; han fick i stort sett bara roller som skurk i skräckfilmer. Trots att han tidigare under sin karriär spelat en många olika typer av roller var rollen som Dracula den som publiken associerade honom med. Lugosi hade ekonomiska svårigheter och fick ta de roller som erbjöds och inom kort kom han nästan uteslutande att medverka i B-filmer, samt biroller i filmer såsom Frankensteins son (1939) och Varulven (1941). Bland hans få roller utanför skräckfilmsgenren är en biroll i komedin Ninotchka (1939) med Greta Garbo i huvudrollen. På 1940-talet hade Lugosi och hans typ av filmer tappat i popularitet och han fick allt mer svårt att få jobb och arbetade företrädesvis i billiga poverty row-produktioner som The Devil Bat (1941), The Ape Man (1943) och Ghosts on the Loose (1943, en skräckkomedi i vilken han spelar mot East Side Kids). Han spelade dock åter Dracula i Abbott och Costello-filmen Huuu! Så hemskt (1948). 
På 50-talet träffade den arbetslösa och morfinmissbrukande Lugosi Ed Wood, som var en stor beundrare. De inledde en nära vänskap och Lugosi medverkade i Woods filmer Glen or Glenda (1953) och Bride of the Monster (1955). Wood använde även scener han filmat med Lugosi innan dennes död i Plan 9 from Outer Space (1959). Lugosis son har sagt att Wood utnyttjade Lugosi för att få finansiering till sina filmer, men detta har dementerats av många av Woods bekanta och kollegor som sagt att Wood var ett stort stöd för Lugosi under hans svåra tid.

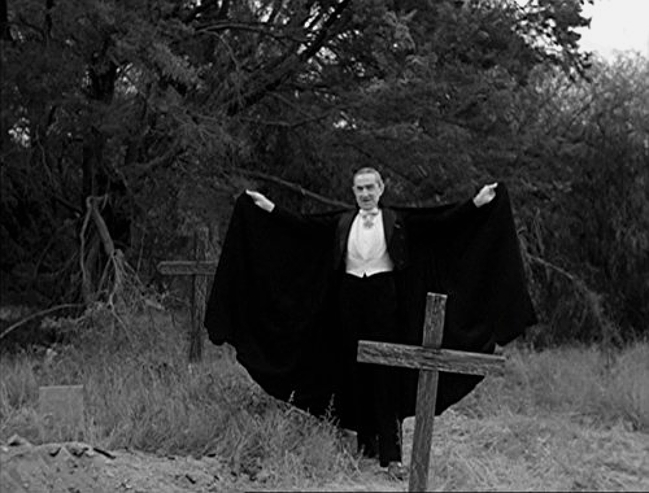
Scener Bela Lugosi filmat med Ed Wood användes efter Lugosis död i filmen Plan 9 from Outer Space.

Liksom hans fortsatta filmkarriär kom att påverkas av hans roll som Dracula kom vampyrrollen även att bli en del av hans vardagsliv; han brukade ge intervjuer liggande i en kista. Han hade också problem med såväl ekonomi som äktenskap. 1955 lade han in sig frivilligt på ett sjukhus i Kalifornien för att få hjälp med sitt drogmissbruk.
Lugosi avled i augusti 1956 och begravdes iklädd sin Dracula-cape.

### Personlighet och privatliv
Privat har Lugosi beskrivits som en älskvärd man som tyckte om goda cigarrer och uttryckte en längtan att spela komiska roller. Enligt hans vänner och arbetskamrater var han underhållande sällskap och en artig värd, och givmild mot folk som hade det sämre ställt.
Han var gift fem gånger, varav två gånger i Ungern. 1929 gifte han sig med Beatrice Weeks, men äktenskapet tog slut samma år. 1933 gifte han sig med Lillian Arch och de fick en son, Bela Jr. Paret skilde sig 1953. I augusti 1955 gifte han sig med Hope Lininger som han var gift med fram till sin död ett år senare.

## Eftermäle
Det brittiska bandet Bauhaus gav 1979 ut singeln "Bela Lugosi's Dead".
I Tim Burtons film Ed Wood (1994), om B-filmsregissören med samma namn, spelades Bela Lugosi av skådespelaren Martin Landau. För denna biroll, fick han en Oscar vid Oscarsgalan 1995. Filmen ogillades till en början starkt av Lugosis son, men efter en privat visning hos Landau, ändrade han sig och sade att skådespelaren hade hedrat hans fars minne. Trots detta, finns det ett stort antal (avsiktliga) fel i filmen, bland andra Lugosis vulgära språk – han var i verkligheten mycket belevad – och hans hat mot Boris Karloff. I själva verket spelade Lugosi mot Karloff i ett stort antal filmer och de tyckte om varandra, men regissören Burton tyckte att det lät så roligt att höra Lugosi svära över Karloff.

## Filmografi i urval
- Mysteriet Dracula  (1931)
- Island of Lost Souls  (1932)
- Paris mysterier  (1932)
- The Whispering Shadow  (1933)
- Den svarta katten  (1934)
- The Mysterious Mr. Wong  (1934)
- Mark of the Vampire  (1935)
- The Mystery of the Mary Celeste (1935)
- The Raven  (1935)
- Murder by Television  (1935)
- Frankensteins son  (1939)
- Ninotchka  (1939)
- Svarta fredagen  (1940)
- Varulven  (1941)
- Mysteriet svarta katten (1941)
- Frankensteins vålnad  (1942)
- The Return of the Vampire  (1943)
- Zombies on Broadway  (1945)
- Gravplundraren  (1945)
- Huuu! Så hemskt  (1948)
- Glen or Glenda  (1953)
- Bride of the Monster  (1955)
- Plan 9 from Outer Space (1959)